# 白庭台駅
白庭台駅（しらにわだいえき）は、奈良県生駒市白庭台六丁目にある近畿日本鉄道（近鉄）けいはんな線の駅。駅番号はC28。

## 歴史

### 年表
- 2005年（平成17年）1月：駅名が「白庭台」に決定される[1]。仮称は「白庭」であった[1]。
- 2006年（平成18年）3月27日：けいはんな線生駒 - 学研奈良登美ヶ丘間開通により開業[2]。
- 2007年（平成19年）4月1日：PiTaPa使用開始[3]。

### 駅名の由来
1980年代後半から1990年代に開発された新興住宅地「白庭台」が駅名の由来である。白庭台という地名は、日本書紀の記述により物部氏祖神である饒速日命（ニギハヤヒノミコト）が天の磐船で降臨したのち移り住んだと伝えられる鳥見白庭山から名付けられた。

## 駅構造
相対式2面2線のホームを持つ橋上駅で、ホームは半地下形式である。改札・コンコースは1階、ホームはその下にある。改札口は1ヶ所のみ。トイレは改札内。なお、ホームにはワンマン運転支援用のホームセンサーが設けられている。半地下構造のため駅両側にはトンネル（生駒側：東生駒トンネル、学研奈良登美ヶ丘側：白庭トンネル）がある。
生駒駅管理の有人駅で、PiTaPa・ICOCA対応の自動改札機および自動精算機（回数券カードおよびICカードのチャージに対応）が設置されている。けいはんな線では長田駅経由のOsaka Metro連絡乗車券のほか、当駅から学研奈良登美ヶ丘寄りの各駅では自動券売機で生駒駅・大阪難波駅経由の阪神電鉄線連絡乗車券も購入できる。
駅舎はゆるやかな曲線を多用し、周辺の丘陵との調和をねらったデザインである。駅舎だけでなく駅名標にもゆるやかな曲線で描かれた花の絵が駅のロゴとしてあしらわれている。壁面がガラス張りのため開放感のある駅舎となっている。

### のりば
| のりば | 路線           | 方向 | 行先                                               |
| ------ | -------------- | ---- | -------------------------------------------------- |
| 1      | C けいはんな線 | 下り | 学研奈良登美ヶ丘方面                               |
| 2      | C けいはんな線 | 上り | 生駒・長田・森ノ宮・本町・コスモスクエア・夢洲方面 |

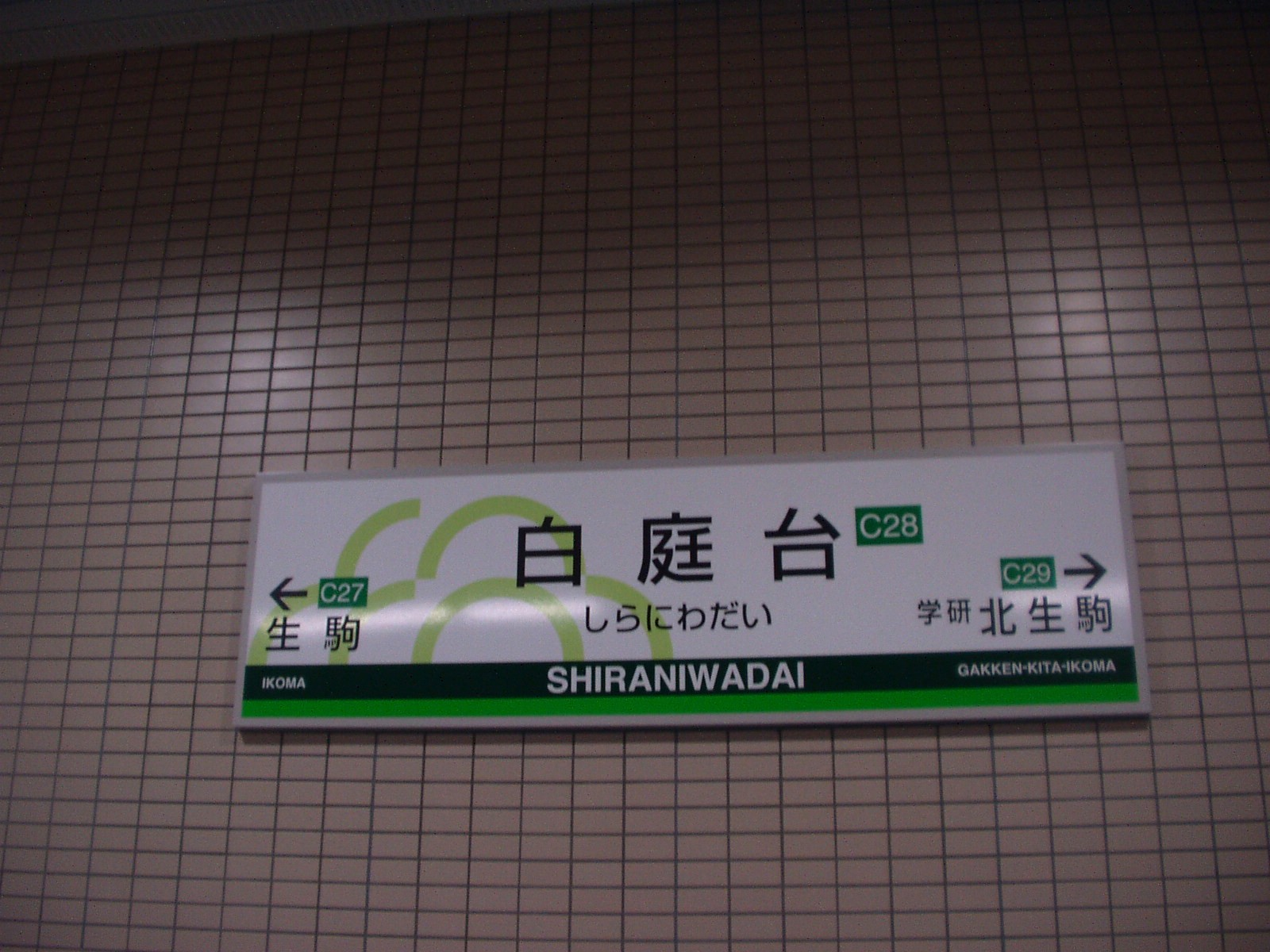
駅名標にはゆるやかな曲線で描かれた花の絵が駅のロゴとしてあしらわれている。
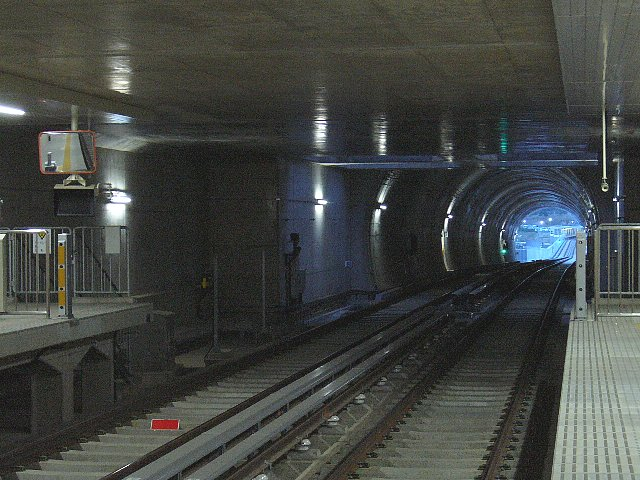
上りホームから白庭トンネル越しに東望（トンネルの向こうに学研北生駒駅が見える）

## 当駅乗降人員
近年における当駅の1日乗降人員の調査結果は以下の通り。
- 2021年11月9日：8,528人
- 2018年11月13日：9,339人
- 2015年11月10日：9,076人
- 2012年11月13日：8,100人
- 2010年11月9日：7,519人

## 利用状況
開業以降の1日平均乗車人員は以下の通りである。
| 年度               | 1日平均 乗車人員 |
| ------------------ | ---------------- |
| 2005年（平成17年） | 5,728            |
| 2006年（平成18年） | 2,343            |
| 2007年（平成19年） | 2,760            |
| 2008年（平成20年） | 3,091            |
| 2009年（平成21年） | 3,307            |
| 2010年（平成22年） | 3,516            |
| 2011年（平成23年） | 3,702            |
| 2012年（平成24年） | 3,882            |
| 2013年（平成25年） | 4,120            |
| 2014年（平成26年） | 4,192            |
| 2015年（平成27年） | 4,408            |
| 2016年（平成28年） | 4,458            |
| 2017年（平成29年） | 4,474            |
| 2018年（平成30年） | 4,504            |
| 2019年（令和元年） | 4,574            |

## 駅周辺
- 白庭病院
- 生駒市北コミュニティーセンターISTAはばたき
  - 生駒市図書館北分館
- SOLTE白庭台
  - 南都銀行白庭台駅前支店
- Harves 白庭台店
- マクドナルド白庭台店
- 富雄川
- 奈良県立奈良北高等学校
- 生駒市立上中学校
- 生駒市立あすか野小学校
- 長弓寺
- 王龍寺
- 饒速日命墳墓
- 生駒石造文化財 行者の森 行者石仏
- イモ山公園
- 生駒市総合公園
- 新生駒変電所

### バス路線
奈良交通が運行。
1番のりば

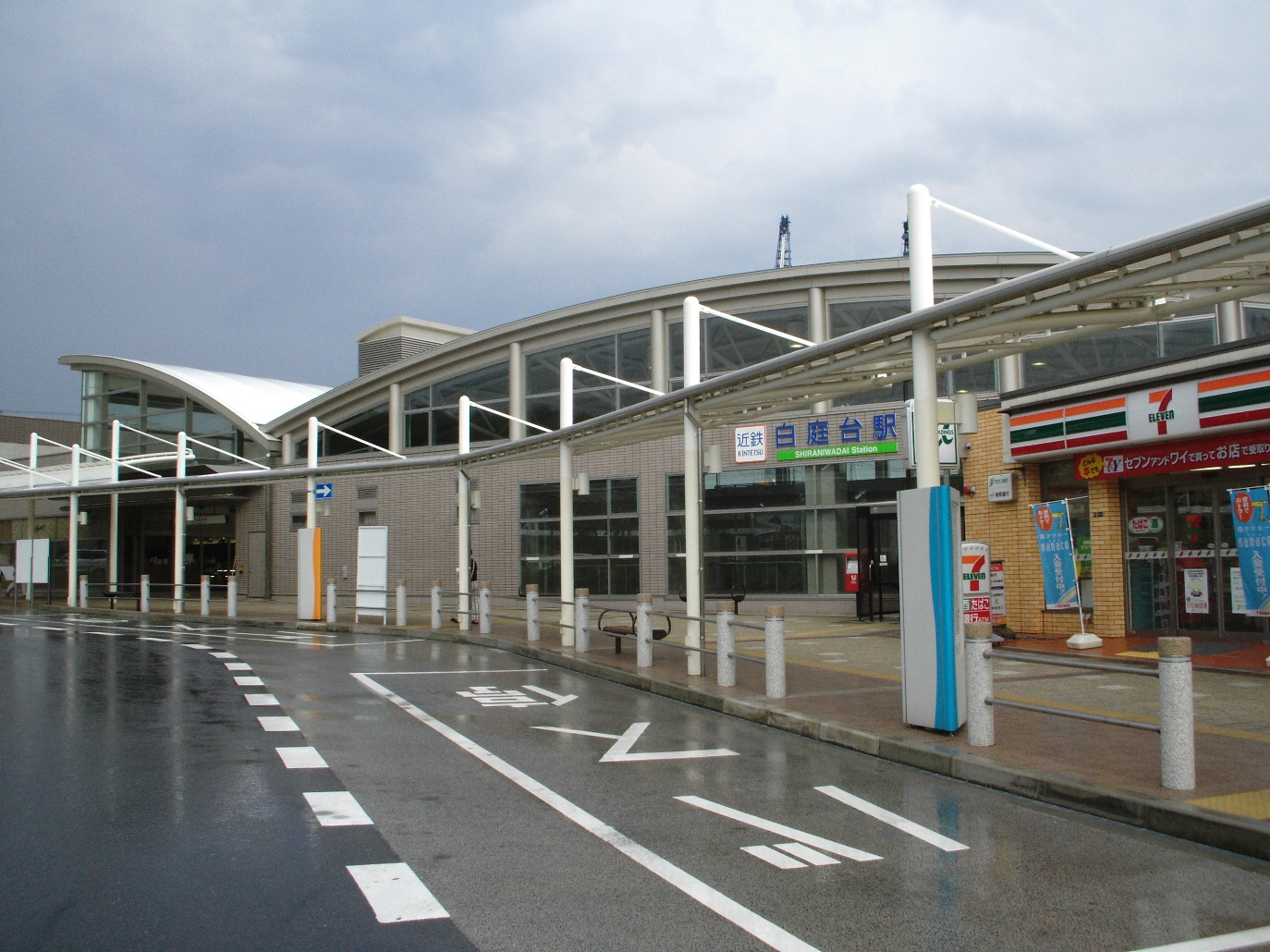
バスのりば（2007年8月）

- [165][168]生駒駅南口 行き（あすか野センター・稲倉・東生駒駅経由）
- [170]東生駒駅 行き（白庭台住宅・宛の木経由）
- [171]東生駒駅 行き（あすか野団地・稲倉経由）

2番のりば
- [69][70][168][172][173]ひかりが丘 行き（白庭台住宅・西白庭台一丁目経由）

## 隣の駅
近畿日本鉄道
C けいはんな線
生駒駅 (C27) - 白庭台駅 (C28) - 学研北生駒駅 (C29)
- 括弧内は駅番号を示す。